# Subducción

Detalle zona de subducción.

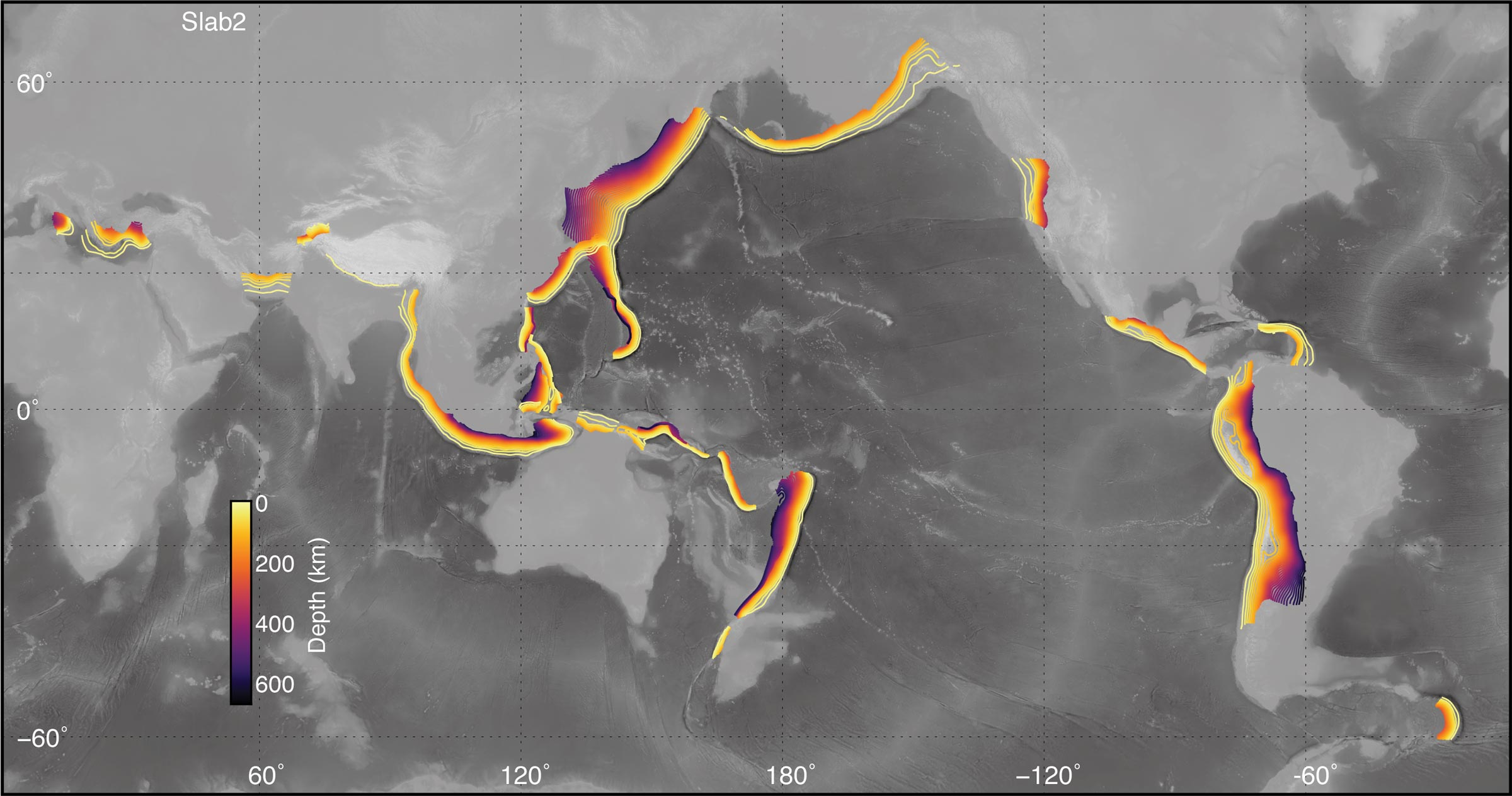
Mapa global de las zonas de subducción actuales, con las losas subducidas contorneadas por profundidad.

En el marco de la tectónica de placas, la subducción es el proceso de hundimiento de una placa litosférica bajo el borde de otra placa, formándose los llamados límites convergentes entre placas. La placa subducida, es decir, la que se hunde, suele estar formada por corteza oceánica, más delgada y densa que la continental. La subducción ocurre a lo largo de amplias zonas de subducción. Hoy en día, tales zonas se concentran especialmente en el entorno del océano Pacífico, en el llamado cinturón de fuego del Pacífico. Sin embargo, también hay zonas de subducción en partes del mar Mediterráneo, las Antillas, las Antillas del Sur y la costa índica de Indonesia. En la actualidad hay 28 zonas de subducción activas en la Tierra.
La subducción está causada por dos fuerzas tectónicas: una que proviene del empuje de las dorsales meso-oceánicas  y otra que deriva de las fuerzas que tiran de los bloques.
La subducción suele producir terremotos de gran magnitud, los cuales se originan en la zona de Benioff. La subducción también produce la fusión parcial de parte del manto terrestre generando magma que al tener menor densidad asciende, dando lugar a intrusiones plutónicas y volcanes.
El ángulo de subducción, es decir, el ángulo que forma el plano de la zona de Benioff con la superficie terrestre, puede variar de cerca de 90° en las Marianas a tan solo 10° en Perú.
La corteza oceánica que está en camino de ser subducida en la fosa de las Marianas es la corteza oceánica más antigua de la Tierra, sin contar ofiolitas. La mayor inclinación de la subducción está asociada con una mayor extensión del retroarco, lo cual puede provocar la migración de corteza de los arcos volcánicos y fragmentos de corteza continental, dejando detrás un mar marginal.

## Fuerzas que promueven la subducción
Hay que tener en cuenta varios factores a la hora de estudiar la dinámica de la subducción. 

### Fuerza de empuje
La fuerza de empuje es la principal causante de la subducción; se produce por la acción de los límites constructivos interplaca (las dorsales oceánicas). La fuerza generada por el empuje de las rocas jóvenes en las dorsales lleva a las rocas más antiguas (más alejadas de la dorsal) a chocar contra la corteza continental. Por su parte, la placa continental genera una fuerza opuesta a la placa oceánica.

### Fuerzas gravitatorias
Uno de los principales factores que favorecen la subducción es la diferencia de las fuerzas gravitatorias, debida a la diferente densidad de las placas. La flotabilidad, que depende directamente de la densidad, se opone a la dirección de la fuerza gravitatoria. Por lo tanto, a mayor fuerza gravitatoria menor será la flotabilidad. En general, la corteza oceánica es más densa que la continental, debido a su composición química. La corteza oceánica está constituida por rocas básicas y ultrabásicas, tales como gabros, dunitas y basaltos (rocas ricas en hierro, magnesio, cromo y diferentes elementos pesados). En consecuencia, es mucho más pesada que la corteza continental, que está formada por rocas intermedias y ácidas, como andesitas, granitos y riolitas (rocas ricas en sodio, potasio y aluminio).
No todas los márgenes convergentes son zonas de subducción: si la densidad entre las dos placas es muy parecida, en vez de subducción habrá obducción.

## El ángulo de subducción
El ángulo de subducción depende mucho de las características de la corteza que subduce y genera diferentes características en superficie. Se podría decir que un ángulo normal de subducción es de 30 grados (muy parecido al de la subducción tipo Chile). Las variantes de este ángulo pueden clasificarse como: 

### Ángulos altos de subducción
Los ángulos altos de subducción pueden llegar hasta los 90 grados, en algunas partes del mundo. Estos ángulos suelen generar condiciones superficiales muy específicas. El mejor ejemplo es el choque entre la placa del Pacífico y la placa de Filipinas. Aquí, la velocidad de descenso es mayor a la velocidad horizontal generada por el empuje. Esto causa que la placa del Pacífico retroceda, produciendo un esfuerzo en dirección opuesta a la dirección del empuje de la dorsal. Esto genera una cuenca tras-arco: un ambiente distensivo que es la que causa la subducción entre la placa de Filipinas y la placa euroasiática. El límite activo en esta zona de alto ángulo de subducción adquiere una forma convexa; esto significa que podemos definir la forma del límite para predecir el ángulo de subducción (como ocurre, por ejemplo, con la subducción entre la placa escocesa y la suramericana). En estas zonas es posible diferenciar arcos remanentes.

### Ángulos bajos de subducción
Los ángulos bajos de subducción están causados por protuberancias de la placa que subduce. Por ejemplo, las protuberancias existentes entre la placa de Nazca y la placa suramericana. Las crestas oceánicas de la primera, formadas por antiguos puntos calientes ahora inactivos, son subducidas y generan la disminución del ángulo de subducción en cierta parte del límite activo. Los bajos ángulos de subducción originan el engrosamiento del arco magmático, tal como ocurre en los Andes Centrales, llegando a generar altiplanos, como el altiplano andino.

## Sismicidad y vulcanismo en zonas de subducción
El roce producido por el contacto y movimiento entre placas genera una acumulación de energía potencial elástica, que se libera en forma de movimientos relativos entre dos bloques separados por un plano (fallas). Los márgenes convergentes son las zonas de mayor actividad sísmica del mundo. Si se mapea la actividad sísmica entre límites convergentes, se tendrá la zona de Wadati-Benioff, que es la que define directamente la amplitud superficial de acción de la subducción. Los sismos debidos a la subducción afectan intensamente a países como Japón, Chile, Haití y a regiones como el noreste de Rusia.
Los volcanes que tienen su génesis en zonas de subducción suelen ser muy grandes y empinados, debido a la composición del magma que asciende y que causa erupciones de gran violencia por la viscosidad de la lava. Si se delinean en un mapamundi los volcanes que presentan estas características, uno encuentra lineamientos muy claros, paralelos a las cordilleras. En otras palabras, se puede definir una zona de subducción por el vulcanismo presente. Este vulcanismo difiere mucho del vulcanismo intraplaca, cuyas condiciones y características son muy diferentes: lavas más fluidas, de composición básica, y volcanes muy extensos y de laderas muy suaves, como los de Hawái.

### Orogenia
La orogenia es el proceso de construcción de montañas. La subducción de las placas puede dar lugar a orogenias al arrastrar islas oceánicas, mesetas oceánicas, sedimentos y márgenes continentales pasivos hasta los márgenes convergentes. A menudo, estos materiales no se subducen con el resto de la placa, sino que se acumulan contra el continente, dando lugar a terrenos exóticos (litosferoclastos). La colisión de este material oceánico provoca el engrosamiento de la corteza y la formación de montañas. El material acrecionado suele denominarse cuña o prisma de acreción. Estas cuñas de acreción pueden estar asociadas con ofiolitas (corteza oceánica levantada formada por sedimentos, lavas almohadilladas, diques en láminas, gabro y peridotita).
La subducción también puede causar orogenia sin el aporte de material oceánico que se acumule en el continente. Cuando la placa inferior subduce en un ángulo poco profundo por debajo de un continente (lo que se denomina «subducción de losa plana»), la placa subducida puede tener suficiente tracción sobre el fondo de la placa continental como para provocar la contracción de la placa superior mediante plegamientos, fallas, y engrosamiento de la corteza, formando montañas. La subducción de placa plana provoca la formación de montañas y el vulcanismo hacia el interior del continente, alejándose de la fosa. Se ha registrado la ocurrencia de este tipo de procesos en el oeste de Norteamérica (es decir, en la orogenia Laramide, y actualmente en Alaska, Sudamérica y Asia oriental.
Los procesos descritos anteriormente permiten que la subducción continúe mientras se produce la construcción de montañas, lo que contrasta con la orogenia de colisión continente-continente, la cual a menudo conduce a la terminación de la subducción.